# Uhe (Alutaguse)
Koordinaten: 59° 13′ N, 27° 21′ O
Uhe ist ein Dorf (estnisch küla) in der Landgemeinde Alutaguse (bis 2017 Mäetaguse). Es liegt im Kreis Ida-Viru (Ost-Wierland) im Nordosten Estlands.
Das Dorf hat 32 Einwohner, davon 26 Esten (31. Dezember 2011). Es liegt südöstlich des Hauptorts Mäetaguse.